# Брюссель (баскетбольный клуб)
«Брюссель» — бельгийский профессиональный баскетбольный клуб из города Брюссель, также известен под спонсорским названием «Brussels Circus». Клуб играет в высшем дивизионе чемпионата Бельгии с 2013 года.

## История
Клуб был основан в 1958 году. В 1999 году был объединён с другим клубом «AERA Castor» и стал называться «AERA Эксельсиор Брюссель VZW». После 7-и лет в 3-м дивизионе чемпионата Бельгии клуб продвинулся до 2-го дивизиона в 2009 году. В первые два года клуб финишировал в регулярном чемпионате 4-м и 5-м соответственно, а в плей-офф выбывали на стадии четвертьфинала. В сезоне 2011–2012 клуб сумел дойти до полуфинала, однако на следующий год они не сумели пробиться в плей-офф, заняв 10-е место в регулярном чемпионате.
Клуб получил С-лицензию на участие в высшем дивизионе чемпионата Бельгии с сезона 2013—2014, эта лицензия позволила клубу принять участие в лиге, имея меньший необходимого бюджет. Клуб также получил нового спонсора и стал называться «Basic-Fit Брюссель».